# Guy Tachard
Guy Tachard (Marthon, 1651 – 1712) è stato un missionario, gesuita e matematico francese.

## Biografia

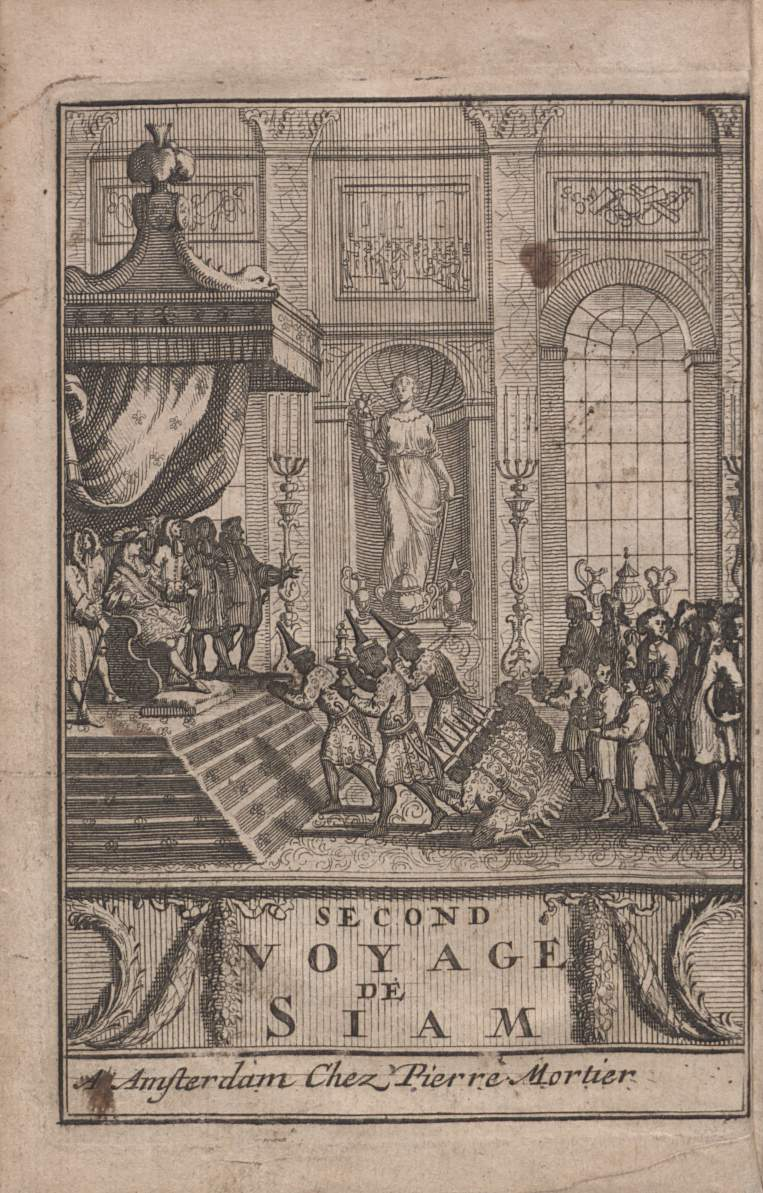
Antiporta di Second voyage du pere Tachard et des Jesuites envoyes par le roy, au royaume de Siam

Fu ambasciatore in Siam per volere del re Luigi XIV, nelle prime ambasciate europee del 1685 e 1687 in risposta alle missioni diplomatiche inviate in Francia dal re siamese Narai, che avevano lo scopo di stringere alleanze contro i Paesi Bassi. Nel 1680, Tachard soggiornò nei Caraibi con Jean II d'Estrées.

## Opere
- Voyage de Siam, des peres Jesuites, envoyez par le Roy aux Indes & à la Chine. Auec leurs obseruations astronomiques, et leurs remarques de physique, de géographie, d'hydrographie, & d'histoire, Paris, Arnould Seneuze & Daniel Horthemels, 1686.
- Second voyage du pere Tachard et des Jesuites envoyes par le roy, au royaume de Siam, Amsterdam, Pieter Mortier, 1689.